# Radio européenne pour la Biélorussie
La Radio européenne pour la Biélorussie (en biélorusse : Еўрапейскае радыё для Беларусі, Ewrapieïskaïé Radyio dlia Biélaroussi, łacinka : Eŭrapejskaje Radyjo dla Biełarusi) est une station de radio émettant à destination des populations biélorusses. Basée à Varsovie, en Pologne, mais disposant de bureaux à Minsk, elle se veut une alternative « fiable, sérieuse et indépendante » aux médias officiels, et se fixe pour objectif de « promouvoir la démocratie et les droits de l'homme » dans le pays. La station, qui bénéficie de subsides de l'Union européenne pour mener à bien sa mission, ne dispose d'aucune fréquence en Biélorussie. Ses émissions sont relayées par des stations frontalières :
- Radio Dla Ciebie (Pologne)
- Radio Melodia (Ukraine)
- Radio Znad Wilii (Lituanie) : quotidiennement 22h00-23h00 heure locale, sur 103,8 MHz.
- Visaginas (Lituanie) : 24h sur 24, sur 68,24 MHz.

Elle peut également être écoutée en direct par internet, ainsi que par satellite (Hot Bird et Sirius 4).
La Radio européenne pour la Biélorussie est une organisation à but non lucratif créée au mois de septembre 2005 à Varsovie. Elle associe des journalistes (parmi lesquels des membres de l'Association biélorusse des journalistes) et des organisations non gouvernementales biélorusses, polonaises, lituaniennes et tchèques. La station, qui commence à émettre au mois de février 2006, peut compter sur une équipe de journalistes professionnels basés à Varsovie et à Minsk, ainsi que sur un réseau de correspondants à travers l'ensemble de la Biélorussie. Nombre d'entre eux ont déjà collaboré à d'autres médias, parmi lesquels Radio 101.2 FM (station d'opposition, fermée par les autorités en 1996), Radio Free Europe, Polskie Radio ou encore Radio Racja.
La grille des programmes est organisée de façon à intéresser en priorité les 15-34 ans, cœur de cible de la station. Elle est composée de magazines, de courts bulletins d'information (toutes les demi-heures), de tribunes politiques et de chroniques se rapportant à la vie quotidienne en Biélorussie. La musique n'est pas oubliée, qu'elle soit biélorusse, russe ou occidentale (rock, pop-rock, indie...). La Radio européenne pour la Biélorussie soutient par ailleurs les « jeunes talents » biélorusses, à travers le festival Right to be Free, en Ukraine.